# 4294967295
4294967295（四十二億九千四百九十六万七千二百九十五、よんじゅうにおくきゅうせんよんひゃくきゅうじゅうろくまんななせんにひゃくきゅうじゅうご）は、自然数また整数において、4294967294の次で4294967296の前の数である。

## 性質
- 4294967295は合成数であり、約数は32個あり、その総和は7304603328である。
- 二進法では 11111111111111111111111111111111 、四進法では 3333333333333333 、十六進法では FFFFFFFF であり、いずれも回文数である。
- 完全トーティエント数である[1]。
- 情報技術分野では、32ビット符号なし整数で扱える最大の数である。
- 4294967295 = 225 - 1 = (224 - 1) ✕ (224 + 1)
- 3 ✕ 5 ✕ 17 ✕ 257 ✕ 65537と素因数分解され、これは既知のすべてのフェルマー素数の積である。すなわち正四十二億九千四百九十六万七千二百九十五角形は定規とコンパスで作図可能な正奇数角形では既知で最大のものである。